# Хваль-фьорд
Хваль-фьорд (исл. Hvalfjörður, [ˈkʰvalˌfjœrðʏr̥] слушатьо файле) — фьорд на западе Исландии между регионами Хёвюдборгарсвайдид и Вестюрланд.

## Этимология
Буквально с исландского Хваль-фьорд означает «Китовый фьорд». Возможно, так фьорд мог быть назван из-за большого количества китов, которых раньше можно увидеть в этих местах, или же из-за расположенного рядом вулкана-туйи Хвальфедль, имеющего «китообразную» форму. Исландский фольклор объясняет это название тем, что во фьорде обитал свирепый кит-оборотень, которого затем заколдовал некий священник, знающий магию.

## Физико-географическая характеристика
Хваль-фьорд расположен в западной части Исландии между регионами Хёвюдборгарсвайдид и Вестюрланд, в 14 км от города Рейкьявик. Является частью фьордового комплекса Фахсафлоуи. Длина фьорда около 30 километров, а ширина — 14 км. Глубины внутри фьорда достигают 84 м, в то время как в устье фьорда глубина составляет всего около 38 м.
Устье фьорда слева обозначено полуостровом Кьяларснес (исл. Kjalarnes), отделяющей Хваль-фьорд от бухты Ховсвик (исл. Hofsvík), а справа — мысом Хейнес (исл. Heynes), отделяющей фьорд от небольшой бухты Кроссвик (исл. Krossvík).
Горы Акрафьядль (исл. Akrafjall); высотой до 602 м), Мидфедльсмули (исл. Miðfellsmúli; до 272 м) и Тувюфьядль (исл. Þúfufjall); высотой до 536 м), а также горный массив Ботнсхейди (исл. Botnsheiði); высотой до 852 м) ограничивают фьорд с севера. На юге к фьорду подступают горы Эсья (исл. Esja; до 914 м), Эйрарфьядль (исл. Eyrarfjall; 476 м), Рейнивадлахаульс (исл. Reynivallaháls; 421 м), Траундарстадафьядль (исл. Þrándarstaðafjall; 507 м) и Мулафьядль (исл. Múlafjall; до 333 м).
В Хваль-фьорд впадают небольшие реки Кулюдальсау (исл. Kúludalsá), Кальмансау (исл. Kalmansá), Сёйрбайярау (исл. Saurbæjará), Литлаау (исл. Litlaá), Мидсандсау (исл. Miðsandsá), Гльювюрау (исл. Gljufurá), Блаускегсау (исл. Bláskeggsá), Ботнсау (исл. Bontsá), Бриньюдальсау (исл. Brynjudalsá), Торсау (исл. Þorsá), Лахсау (исл. Laxá), Скорау (исл. Skorá), Фоссау (исл. Fossá), Миддальсау (исл. Miðdalsá) и Ауртунсау (исл. Ártúnsá), которые берут своё начало в окружающих фьорд горах.
В глубине фьорда расположены несколько небольших островков, в том числе Хваммсхёвди (исл. Hvammshöfði), Хваммcей (исл. Hvammsey), Тирильей (исл. Þyriley) и Гейрсхоульми (исл. Geirshólmi), и полуострова Хаульснес (исл. Hálsnes), Хваммснес (исл. Hvammsnes), Хвитанес (исл. Hvítanes) и Тирильснес (исл. Þyrilnes).

## Хозяйственное использование
В средние века и в начале современной эпохи фьорд имел большое значение для юга и запада Исландии как центр торговли и рыболовства.
До XV века на южном берегу фьорда, в бухте Лахсаурвогюр (Laxárvogur), существовал порт Мариюхёбн, который был возможно, самым важным торговым портом в Исландии. Период расцвета порта, по-видимому, приходился на XIV век, но в XV веке, Мариюхёбн захирел и прекратил своё существование, а торговля почти полностью перешла в порт в Хафнарфьордюре. Возможно это было связано с тем фактом, что в 1402 году чума в Исландию была занесена на корабле через Мариюхёбн.
Неподалёку, в устье реки Лахсау, во второй половине XVII века был расположен другой хорошо известный торговый порт — Хвальфьярдарейри (Hvalfjarðareyri).
Во внутренней части Хваль-фьорда во время Второй мировой войны находились американская и британская военные базы. Первые девять Арктических Конвоев (конвой Дервиш и конвои PQ-1 — PQ-7b) отправились в Архангельск из Хваль-фьорда.
Когда война закончилась, военная база была переоборудована под китобойную станцию Хвальстёдин и стала использоваться китобойной компанией «Хвалюр». В середине 1980-х годах коммерческая охота на китов была запрещена и Хвальстёдин был закрыт. В 2008 году добычу китов в ограниченном количестве снова разрешили и Хвальстёдин был восстановлен.
В районе фьорда, кроме нового посёлка Грюндартаунги при заводе по производству алюминия и ферросилиция, есть несколько небольших хуторов, дачных посёлков и отдельных усадеб.

## Галерея

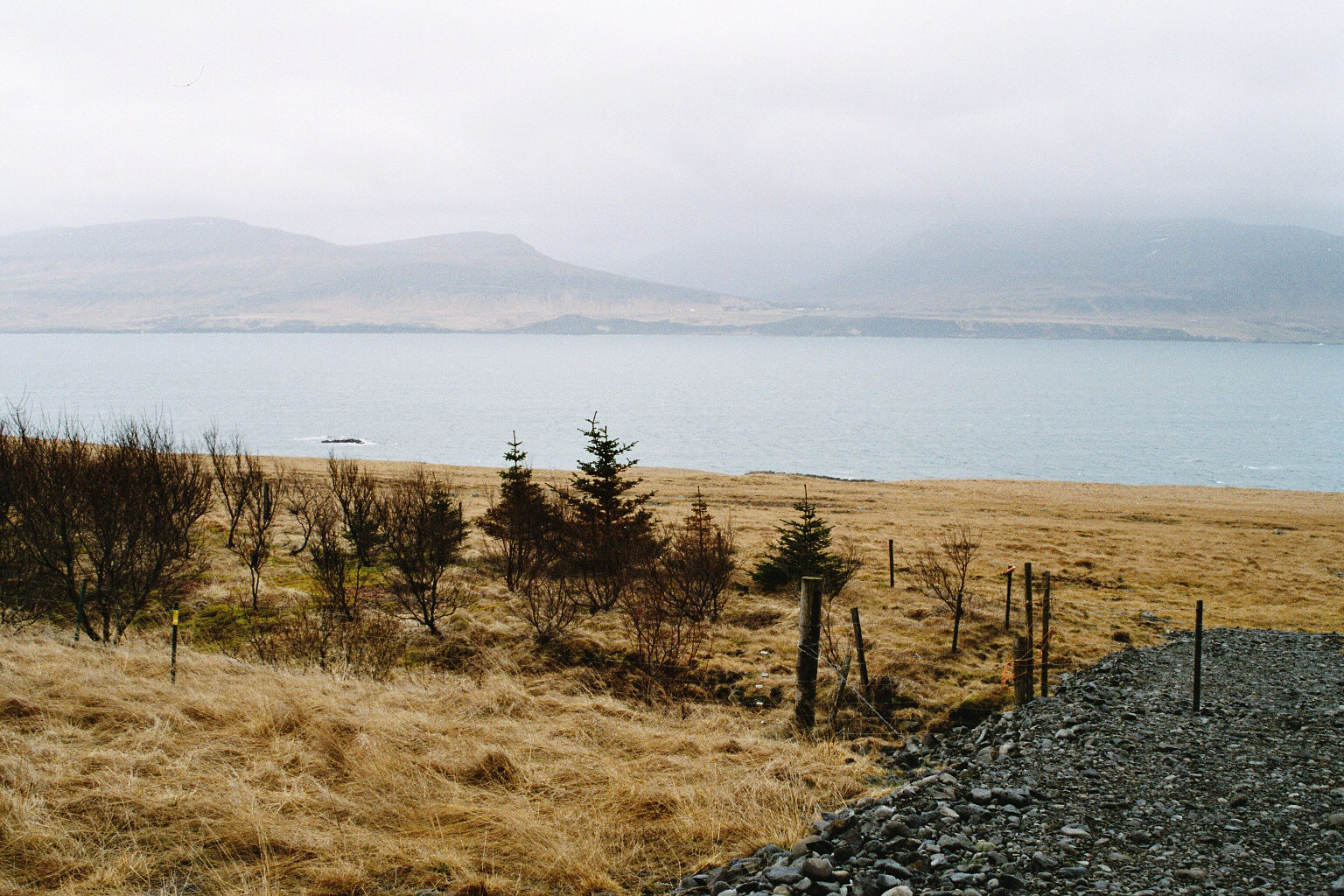
Хваль-фьорд
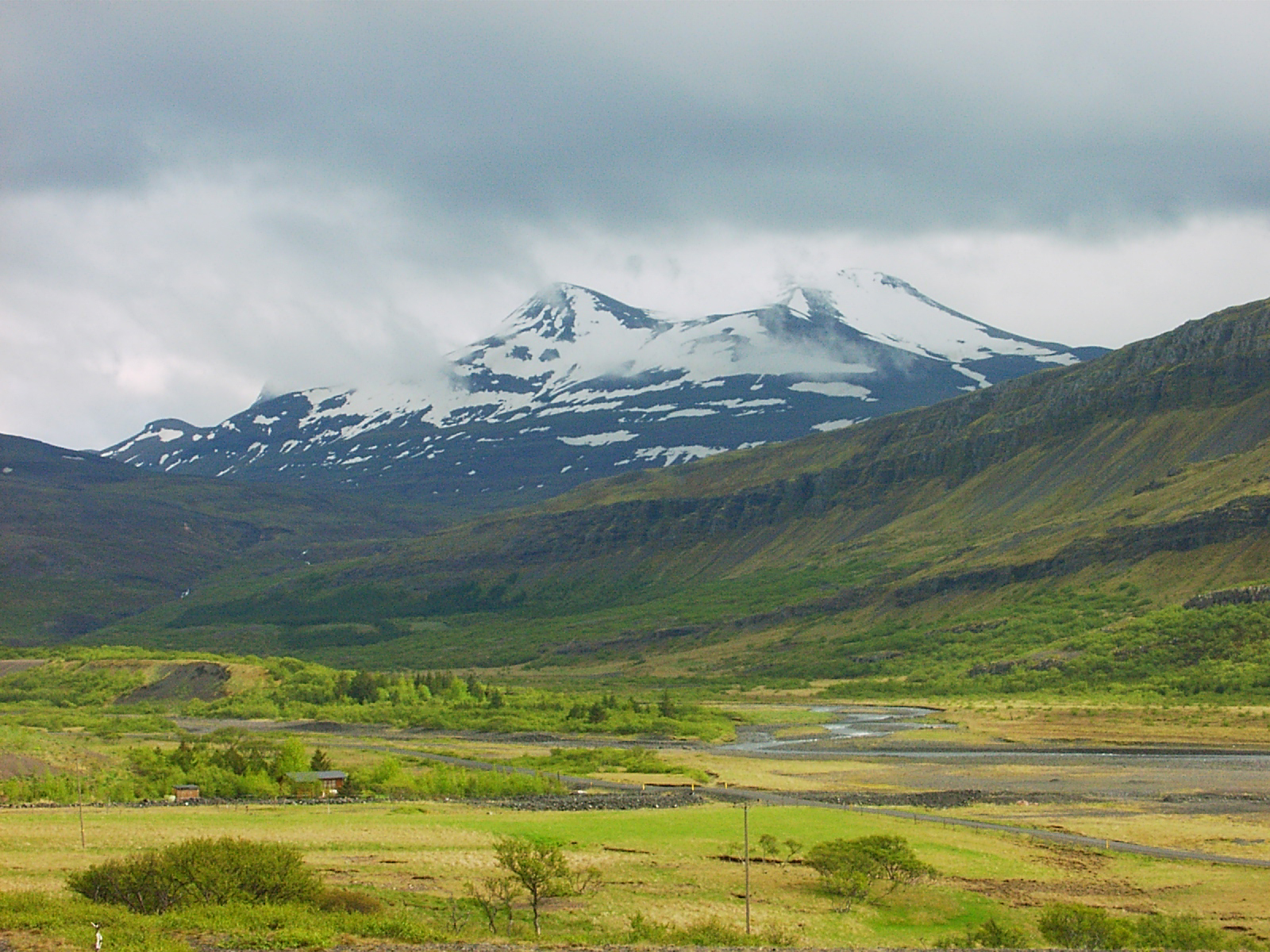
Вид на Ботнсдалюр и Ботнссулюр с Хваль-фьорда
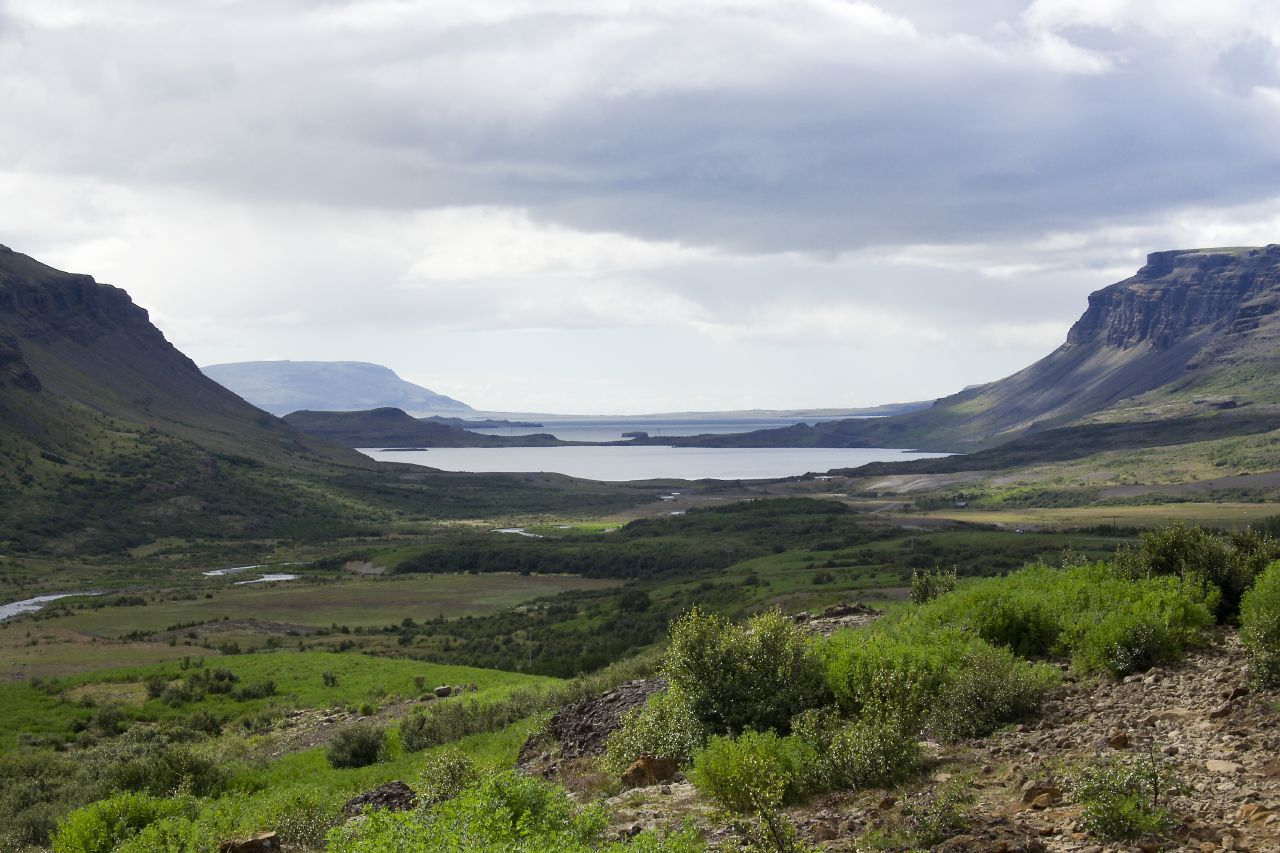
Вид на Хваль-фьорд с Ботнсдалюр
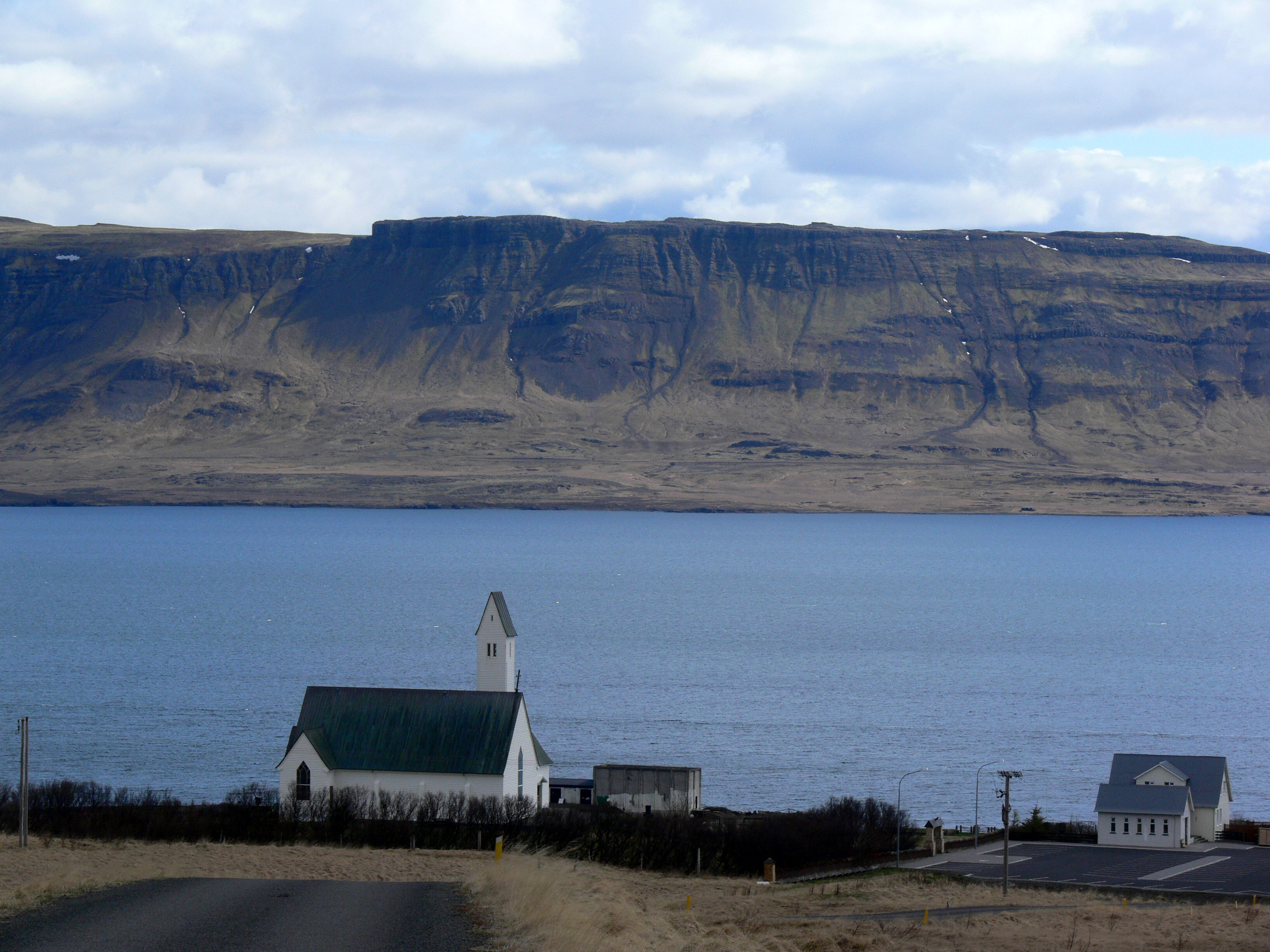
Вид Сёйрбайяркиркью на берегу Хваль-фьорда